# Angiosperm Phylogeny Group
Angiosperm Phylogeny Group, známá pod zkratkou APG, je označení pro dvě mezinárodní skupiny systematických botaniků, které byly vytvořeny proto, aby se pokusily ustanovit jednotný systém taxonomie krytosemenných rostlin, který by odrážel nové poznatky ohledně příbuznosti krytosemenných rostlin, které byly získány pomocí moderních molekulárně biologických metod. Z této spolupráce vzešly významné články kodifikující současnou představu přirozeného systému, obvykle citované jako APG I (1998), APG II (2003), APG III (2009) a APG IV (2016).

## Význam
Práce kolektivu APG se pokusily zlepšit jisté nedostatky předchozích systémů, jako Cronquistův systém, Thorneův systém, Tachtadžjanův systém aj., a to za použití analýzy DNA.
Zatímco předcházející systémy vždy vytvořili pouze jeden nebo dva vědci, systém APG vytvořila skupina 29 systematických botaniků na základě množství molekulárně biologických studií v rámci krytosemenných rostlin. Krytosemenné rostliny jsou tedy první velkou skupinou organismů, u níž proběhla rozsáhlá reklasifikace na základě molekulárně biologických výzkumů.

## Historie
Krytosemenné jsou jednou ze skupin organismů, které byly nejdříve a nejradikálněji ovlivněny novými molekulárně biologickými výzkumy. Významný taxonomický systém známý jako Cronquistův systém, který publikoval americký botanik Arthur Cronquist v roce 1981, byl v 90. letech stále více kritizován pro určité nedostatky. Molekulárně biologická data, která byla k dispozici asi od roku 1990, byla dále analyzována pomocí kladistických metod, vyjasnila náš pohled na příbuznost jednotlivých skupin rostlin a následkem toho došlo k velkým změnám. Tyto metody nás značně přiblížily k cíli mít systém ustanovený na základě reálného původu a vývoje rostlin.
Díky rychlému růstu znalostí byly navrhovány postupně jisté změny v klasifikaci, což působilo problémy uživatelům zabývajících se klasifikací rostlin (včetně encyklopedistů). Tím že se sešli výzkumníci z větších institucí po celém světě a společně to publikovali jako systém APG, vytvořil se jakýsi stabilní bod, na který bylo možno odkazovat. Naše znalosti však pořád nejsou dokonalé, proto není ve všech případech zatím možné vytvořit nějakou stabilní klasifikaci.

## Podstata projektu
Systém je založen na výzkumu 2 genů z chloroplastů a jednoho genu kódujícího ribozómy. Tento výběr genů z buněčných organel je významný, taxonomie v zoologii podobně používá geny mitochondrií. Genomy buněčných organel jsou jaksi odděleny od jaderného genomu, chloroplasty i mitochondrie mají svoji vlastní DNA, vlastně prokaryotickou DNA.
První systém APG byl publikován v roce 1998, v roce 2003 byl nahrazen revidovanou verzí, známou jako systém APG II. Jeho hlavní novinky jsou tyto:
- Nepoužívá oficiální vědecká jména pro taxonomické ranky vyšší než řád, ale používá spíše termín klad (clade) a jeho anglické pojmenování, jako třeba: eudicots, monocots, rosids atd.
- Zařazuje značné množství taxonů, jejich zařazení bylo dříve nejisté.
- Nabízí alternativní klasifikaci v rámci některých skupin, kdy je třeba možné uznávat několik menších samostatných čeledí nebo je sloučit do jedné velké. Systém APG II je udává jako tzv. “spojené” taxony ("bracketed" taxa).

Spojené taxony byly zavedeny kvůli tomu, aby pomohly s přechodem od starších morfologicky založených systémů na modernější molekulárně biologicky zaměřené systémy, protože tento proces měl tendenci vytvářet spíše množství taxonů menšího rozsahu, jako čeledi s jedním rodem, které jsou pro uživatele nevhodné. Autoři APG na str. 402 tvrdí: “ My všeobecně uznáváme názor specialistů …ale my také uznáváme, že specialisti mají skoro vždy oblibu k tříštění skupin…”.
Jednotliví vědci, včetně členů APG, pokračují v publikování svých vlastních pohledů na taxonomii jistých částí krytosemenných rostlin, ale žádnou klasifikaci nemůžeme považovat za konečnou, vždy je to nutné chápat jako jistý názor v jistém čase, založený na tom, jak pokročil výzkum. Nové výsledky se stále objevují. Nicméně na publikace APG je stále více pohlíženo jako na důležitý vztažný bod.

## Autorský tým
APG II 2003 byl sestaven především těmito autory (v abecedním pořadí): Birgitta Bremer, Kåre Bremer, Mark W. Chase, James L. Reveal, Douglas E. Soltis, Pamela S. Soltis a Peter F. Stevens; dále se na něm podíleli Arne A. Anderberg, Michael F. Fay, Peter Goldblatt, Walter S. Judd, Mari Källersjö, Jesper Kårehed, Kathleen A. Kron, Johannes Lundberg, Daniel L. Nickrent, Richard G. Olmstead, Bengt Oxelman, J. Chris Pires, James E. Rodman, Paula J. Rudall, Vincent Savolainen, Kenneth J. Sytsma, Michelle van der Bank, Kenneth Wurdack, Jenny Q.-Y. Xiang and Sue Zmarzty.
Z důležitých institucí je možné jmenovat:
- Švédská královská akademie věd
- Uppsalská univerzita, Švédsko
- Královské botanické zahrady v Kew, Velká Británie
- Marylandská univerzita, College Park, v USA
- Floridská univerzita, USA
- Botanická zahrada v Missuri, USA

Svůj podíl však má i mnoho dalších institucí po celém světě.